# Camponotus albosparsus
Camponotus albosparsus (лат.) — вид муравьёв рода Camponotus из подсемейства формицины (Formicinae).

## Распространение
Индия, Китай, Тайвань, Япония.

## Описание
Муравьи с полиморфной кастой рабочих (включая солдат). От близких видов подрода Tanaemyrmex (Camponotus daitoensis) отличаются окраской и клипеусом. Длина рабочих 4—7 мм. Голова черновато-коричневая; мезосома, петиоль и ноги коричневые; брюшко чёрное, на 1-2 тергитах по паре жёлтых пятен. Клипеус выступающий, спереди прямой. Усики длинные, у самок и рабочих 12-члениковые. Жвалы рабочих с 6 зубцами. Нижнечелюстные щупики 6-члениковые, нижнегубные щупики состоят из 4 сегментов. Стебелёк между грудкой и брюшком состоит из одного сегмента (петиоль). Вид был впервые описан в 1903 году под названием Camponotus taylori var. albosparsus Bingham, 1903 по материалам из Индии, до видового статуса повышен в 1989 году, а его валидный статус был подтверждён в ходе ревизии, проведённой в 1999 году японским мирмекологом Мамору Тераямой (Laboratory of Applied Entomology, Division of Agriculture and Agricultural Life Sciences, Токийский университет, Токио, Япония).